# Puig del Camí Ramader

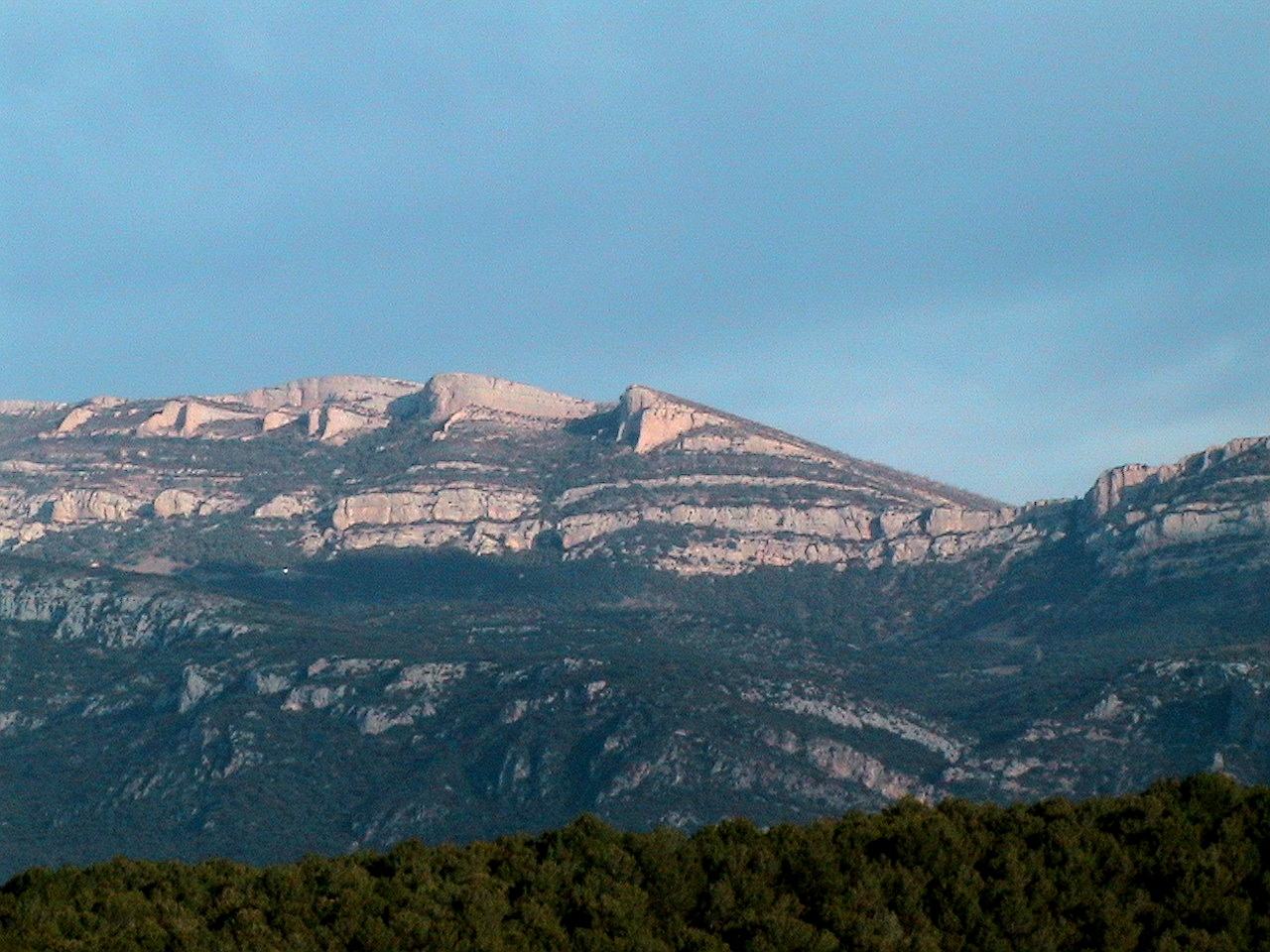
La carena del Puig del Camí Ramader des de Vilanova de Meià (Imatge amb anotacions)

El Puig del Camí Ramader és una muntanya del Montsec de Rúbies, termenal entre Gavet de la Conca (antic terme de Sant Salvador de Toló) i Vilanova de Meià. Queda a prop i a llevant del Tossal de Mirapallars i Urgell i del termenal amb Llimiana.
El Puig del Camí Ramader és al sud-oest de l'Hostal Roig.
Deu el seu nom al fet que pel seu costat discorre un antic camí ramader.